# Saint-Preux
Saint-Preux (* 1950) ist das Pseudonym des französischen Komponisten Christian Langlade.

## Biographie
Im August 1969 nahm Saint-Preux am Sopot Festival in Polen teil, wo er ein Symphonie-Orchester dirigierte und mit seiner ersten großen Komposition, La valse de l'enfance (dt. Der Jugendwalzer), den Preis der internationalen Presse gewann. Danach arbeitete er in Polen  an seiner zweiten großen Komposition, Concerto pour une voix (dt. Konzert für eine Stimme). Danach folgten die Titel Le Piano sous la mer (dt. Das Piano unter dem Meer),
La Fête triste (dt. Das traurige Fest), Missa Amoris und Symphonie pour la Pologne (dt. Symphonie für Polen).
Der Titel Les cris de la Liberté (dt. Die Schreie der Freiheit) ist eine Hymne auf den Frieden und die Menschenrechte, die 1989 während der Feierlichkeiten des 200. Jahrestages des Sturms auf die Bastille auf dem Place de la Concorde in Paris gespielt wurde und die an die der französischen Revolution folgende Erklärung der Menschenrechte erinnert. Während dieser Feierlichkeiten begegnete Saint Preux Johannes Paul II., dem er dieses Stück widmete.
Saint-Preux arbeitete mit dem London Symphony Orchestra, dem Polnischen Symphonieorchester und den Chören von Krakau, dem Pariser Philharmonieorchester und dem Symphonieorchester von Montreal zusammen.
2007 schrieb er eine Neuinterpretation von Concerto pour une voix, die als Concerto pour deux voix (dt. Konzert für zwei Stimmen) von seiner Tochter Clémence und dem Sänger Jean-Baptiste Maunier gesungen wurde.

## Diskographie
- Concerto pour une voix (1969)
- Le piano sous la mer (1972)
- La passion (1973)
- La fête triste (1974)
- Your hair & Missa Amoris (1975)
- Concerto pour piano (1975)
- Symphonie pour la Pologne (1977)
- Atlantis (1979)
- To be or not (1981)
- Le piano d'Abigaïl (1983)
- Atlantis (1983)
- Odyssée (1983)
- Phytandros (1991)
- Free Yourself (1999)
- The last opera (1994)
- Concerto pour deux voix (2005)
- Le Désir (2009)
- Jeanne La Romantique (2012)